# Gulstrubet sandhøne
Gulstrubet sandhøne (Pterocles gutturalis) er en fugleart, der lever i det østlige og sydlige Afrika.